# Alma Mater (czasopismo)
Alma Mater – miesięcznik Uniwersytetu Jagiellońskiego wydawany bezpłatnie. Oprócz informacji dotyczących uczelni, not biograficznych ludzi z UJ i Krakowem związanych oraz tekstów dotyczących samego Krakowa zawiera artykuły naukowe z niemal wszystkich dziedzin nauki (z przewagą humanistycznych), które piszą z reguły pracownicy uniwersyteccy i doktoranci. Ukazuje się w Krakowie.

## Historia
Pismo powstało w roku 1996 z inicjatywy ówczesnego prorektora UJ prof. Franciszka Ziejki, który tak o nim mówi:

„Od wielu przedstawicieli innych uniwersytetów słyszę, że „Alma Mater” jest jednym z najlepszych pism akademickich w Polsce, że ma bardzo ładny dorobek. Uważam, że najlepszym rozwiązaniem jest w nim mariaż artykułów popularnonaukowych, dotyczących badań, z tekstami poświęconymi wyjątkowym postaciom z Uniwersytetu, zarówno tym współczesnym jak i tym historycznym.”
„Alma Mater” w latach 1996–1998 wychodziło jako kwartalnik, potem przez rok jako dwumiesięcznik, a od stycznia 2000 roku jest miesięcznikiem. Na przełomie 2010–2011 wyszedł specjalny 130 łączony (grudzień 2010 i styczeń 2011) jego numer.

## Redakcja
Początkowo w skład redakcji wchodziły tylko 2 osoby: A. Michajłów i R. Pagacz-Moczarska. W 2021 roku redakcja liczyła 4 osoby. Oprócz redaktora naczelnego: Anna Wojnar, Zofia Ciećkiewicz (sekretarz redakcji) i Alicja Bielecka-Pieczka (od 2021 roku).
- Adam Michajłów (1996–2003)[1]
- Rita Pagacz-Moczarska (2004– )[1]